# Etten-Leur
Etten-Leur es un municipio de la provincia de Brabante Septentrional en los Países Bajos, formado por dos núcleos de población: Etten y Leur. El 30 de abril de 2017 contaba con una población de 43.124 habitantes, con una superficie de 55,90 km², de los que 0,61 km² corresponden a la superficie ocupada por el agua, y una densidad de 779 h/km². 
El municipio está comunicado por la autopista A58 y cuenta con estación de ferrocarril con varias líneas que conectan la ciudad con Breda.
Vincent van Gogh residió en Etten algunas temporadas después de que en 1875 su padre Theodorus fuese destinado a la localidad como ministro de la Iglesia reformada neerlandesa. Allí pasó varios meses en 1881 tras residir algún tiempo en Bruselas y frustrase su deseo de convertirse él mismo en pastor de la iglesia en la región minera del Borinage, de donde volvió anímicamente agotado. En verano recibió la visita de su amigo, el pintor Anton van Rappard, que se instaló con él en la rectoría y le ayudó a recobrar el buen humor, además de acompañarle al campo para dibujar y pintar del natural. También en la rectoría se reencontró con su prima, Kee Vos Stricker, de la que estuvo enamorado. La primitiva iglesia es ahora museo dedicado al pintor con el nombre Van Goch Kerk.
En el municipio radica además un museo nacional dedicado a la imprenta.

## Galería de imágenes

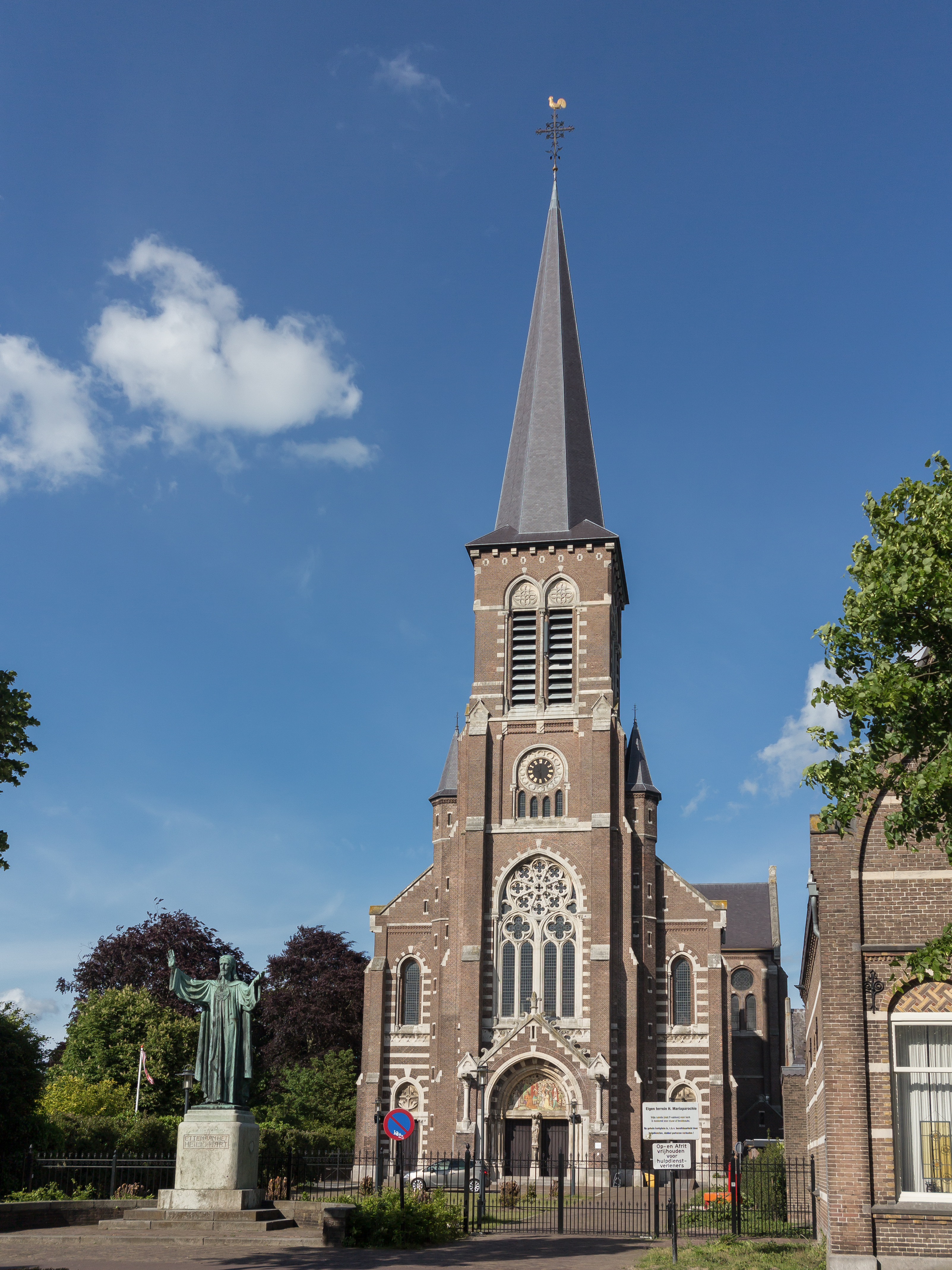
Etten: iglesia de San Lamberto
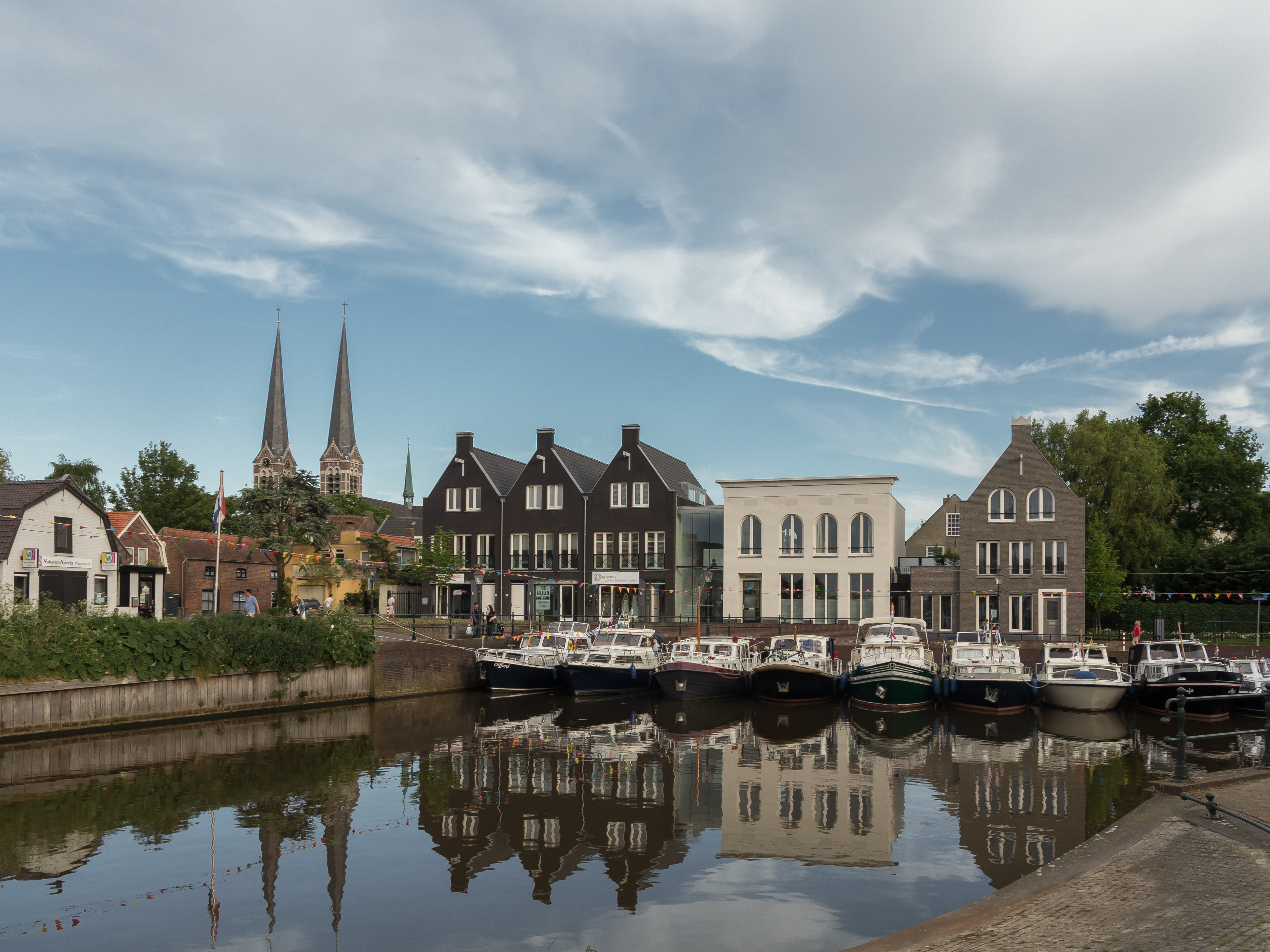
Puerto en el canal de Leurse Haven
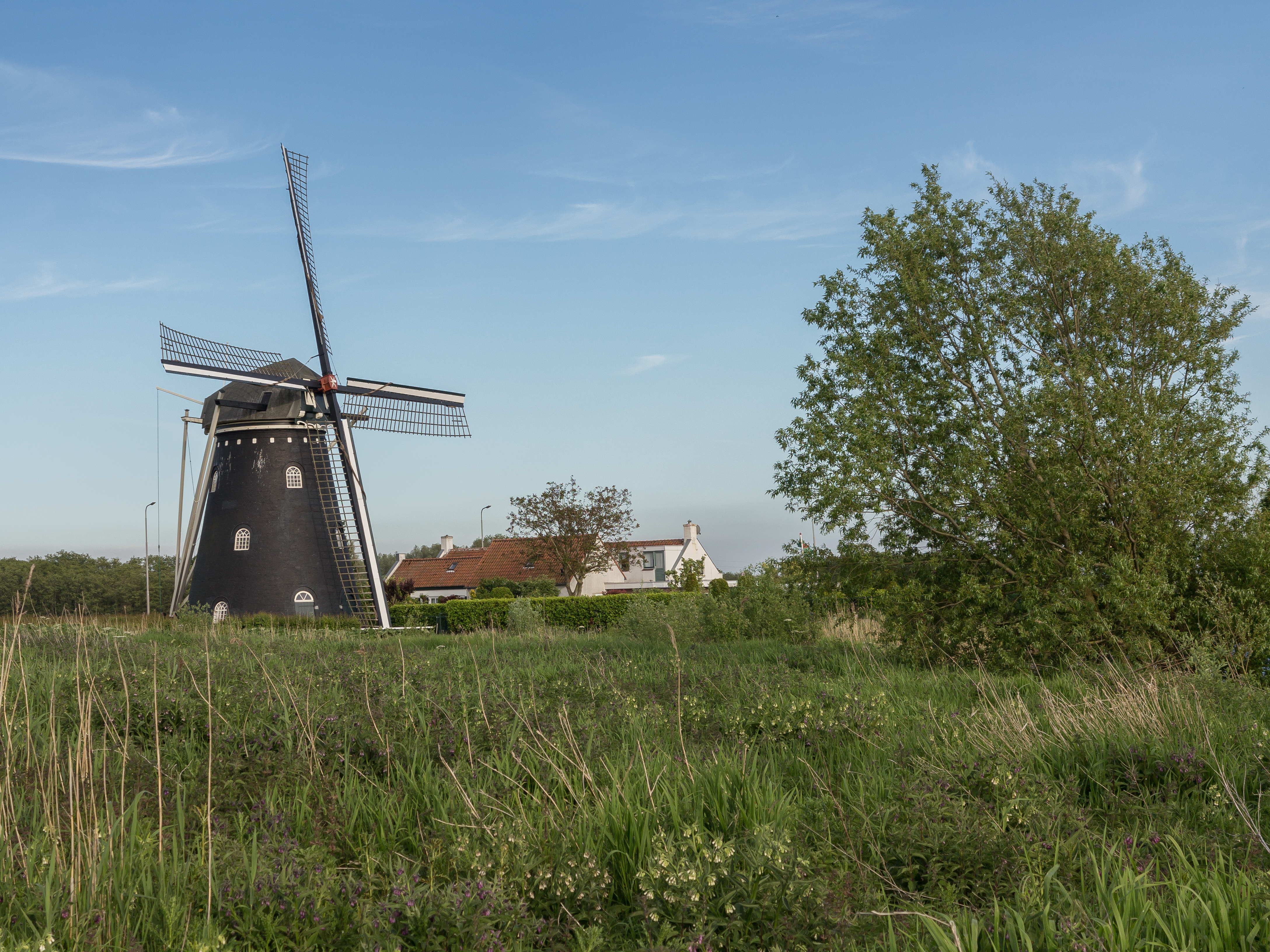
Leur: Molino Zwartenbergse molen
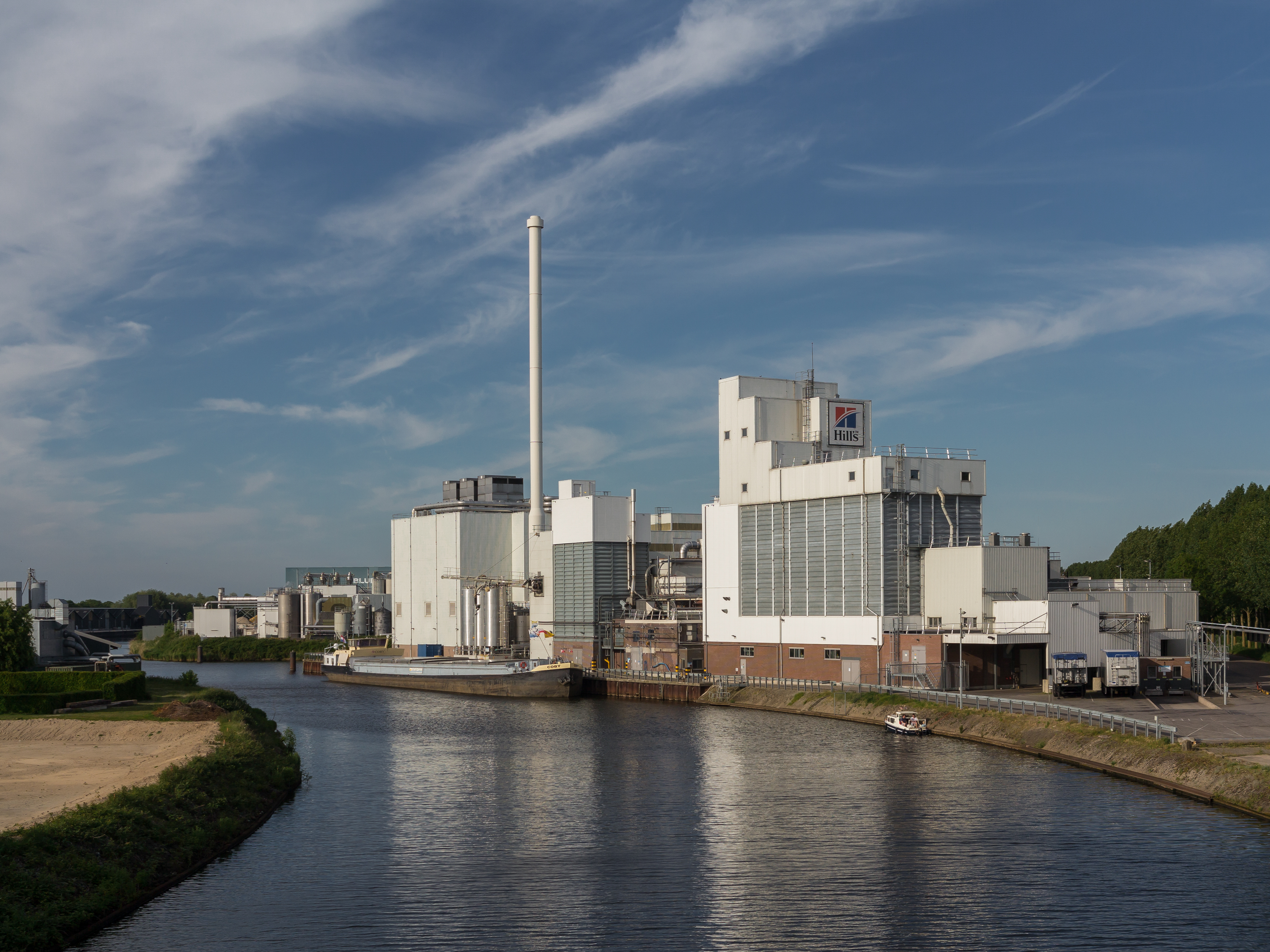
Fábrica Hill's Pet Nutrition Manufacturing BV en la ribera del río Mark